# صندوق ميفك ريت
صندوق ميفك ريت هو صندوق استثمار عقاري متداول متوافق مع ضوابط الشريعة الإسلامية. ويعمل الصندوق وفقاً للائحة صناديق الاستثمار العقاري والتعليمات الخاصة بصناديق الاستثمار العقارية المتداولة الصادرة عن هيئة السوق المالية.

## الهدف الاستثماري
الهدف الاستثماري الرئيسي للصندوق هو توفير دخل دوري للمستثمرين من خلال الاستثمار في أصول عقارية مُدرّة للدخل متواجدة في المملكة العربية السعودية ودول الخليج العربي.

## الهيئة الشرعية
تــم تعييــن دار المراجعــة الشــرعية باعتبارهــا المستشــار الشــرعي للصنــدوق. وهــي شــركة متخصصــة فــي تقديــم خدمــات التدقيــق والمراجعــة الشــرعية، وعضــو فــي هيئــة المحاســبة والمراجعــة للمؤسســات الماليــة الإسلامية، ومرخصــة مــن قبــل مصــرف البحريــن المركــزي لتقديــم خدمــات الاستشارات الشــرعية.

## مدير الصندوق
شركة ميفك كابيتال، وهي شركة سعودية مساهمة مقفلة مُرخصة من جانب الهيئة كـشخص مرخص له.

## مقيمي الصندوق
- أماكن للتقييم
- تقدير للتقييم
- كفندش ماكسويل لخدمات التثمين
- شركة فاليوسترات لخدمات التثمين

## امين الحفظ
شركة البلاد المالية

## وصلات خارجية
- صندوق ميفك ريت حقائق وأرقام